# Menshydda

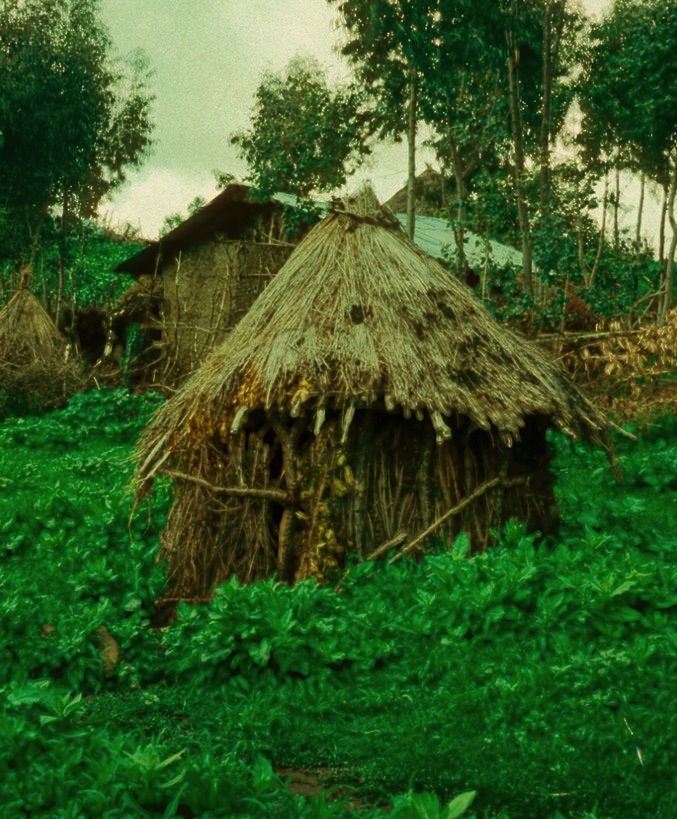
En Niddahydda (Mergem Gogo) i byn Ambober i norra Etiopien, 1976.

En menshydda är en plats för avskildhet eller isolering som används i kulturer där det råder stark menstabu. Samma eller liknande byggnader kan användas vid förlossning och postpartum baserat på trosuppfattningar kring rituell orenhet. Dessa kojor byggs vanligtvis nära familjens hem, har små dörrar och saknar fönster och är ofta förfallna med dåliga sanitära förhållanden och ventilation. Den nepalesiska versionen, chhaupadi, är förmodligen det mest kända exemplet. Men kulturella attityder gentemot menstruation runt om i världen innebär att dessa hyddor finns, eller existerade tills nyligen, på andra platser också. Användningen av menshyddor fortsätter att orsaka dödsfall genom kyla, uttorkning, ormbett, rökförgiftning och så vidare. I vissa länder är användningen av menshyddor olagligt.

## Användning i olika kulturer
Enligt traditionen chhaupadi tvingas hinduiska kvinnor i västra Nepal att bo i en liten hydda, kallad Chhau Goth, under fem dagar när de har mens. Traditionen kräver dock att de som får sin första menstruation stannar i hyddan minst 14 dagar. I vissa samhällen kan dessa hyddor också användas av gravida kvinnor för att föda barn. Hyddorna kan vara gjorda av lera och stenar och kan ha tak av gräs. Vanligtvis har de inte fönster och kvinnorna måste sova på halm på golvet och täcka sig med en tunn filt. I en undersökning i Nepal runt 2017 hade ett distrikt med cirka 49 000 hushåll över 500 av dessa hyddor. Användningen av menshyddor förbjöds av Nepals högsta domstol år 2005.
Yurokkvinnor i Kalifornien bodde i menshyddor byggda nära familjens hus. 
Bland yanomamifolket i Brasilien kallas menstruation för roo som betyder huka eftersom de inte använder tyg eller något annan form av mensskydd utan istället hukar sig över ett hål där blodet får rinna ut. Kvinnor och flickor som menstruerar bor i tältliknande byggnader byggda av löv med ett djupt hål i marken eftersom yanomami anser att mensblod är giftigt och farligt.
Inom judendomen, när en kvinna blir nidda (oren på grund av menstruation), kan hon bo i en niddahydda under en del av tiden. Dessa hyddor finns inte i Israel, men existerar i de etiopiska högländerna. Kvinnorna måste stanna i hyddan, vanligtvis belägen vid byns gräns, i sju dagar. Kvinnor rapporterar både negativa och positiva åsikter om traditionen. Vissa beskriver rädsla, kyla och brist på mat, medan andra tycker om den sociala interaktionen, avkopplingen och vilan. Kvinnorna kan inte laga mat i hyddan förutom kaffe och rosta säd. Andra kan hämta mat åt dem, men när de gör det undviker de fysisk kontakt med den menstruerande kvinnan. 